# Barcelona Lufthavn
Josep Tarradellas Barcelona-El Prat Lufthavn (catalansk: Aeroport Josep Tarradellas Barcelona-El Prat, spansk: Aeropuerto Josep Tarradellas Barcelona-El Prat, også kaldet El Prat) (IATA: BCN, ICAO: LEBL) er en international lufthavn placeret ved Barcelona, El Prat de Llobregat kommune i Catalonien, Spanien. I 2009 ekspederede den 27.311.765 passagerer, 278.965 flybevægelser, hvilket gør den til landets anden travleste, efter Madrid-Barajas Lufthavn og foran Palma de Mallorca Lufthavn.